# Football League of Europe
Football League of Europe eller FLE var en europeisk semi-professionell amerikansk fotbollsliga som startade 1994. 1995 byttes namnet till American Football League of Europe (AFLE) vilket också blev sista säsongen då ligan upplöstes efter säsongen. Det segrande laget vann "the Jim Thorpe Trophy".

## Historia
Ligan grundades 1994 under ledning av det tyska laget Hamburg Blue Devils.

### Säsongen 1994
8 lag deltog första säsongen som var uppdelad i två konferenser.

Finalen spelades på Volksparkstadion i Hamburg.
North Conference
| Nr | Lag                      | S  | V | O | F | GP  | IP  | PS   | P  |
| -- | ------------------------ | -- | - | - | - | --- | --- | ---- | -- |
| 1  | Stockholm Nordic Vikings | 10 | 9 | 0 | 1 | 465 | 228 | +237 | 18 |
| 2  | Hamburg Blue Devils      | 10 | 7 | 0 | 3 | 339 | 265 | +74  | 14 |
| 3  | Berlin Bears             | 10 | 2 | 0 | 8 | 278 | 466 | −188 | 4  |
| 4  | Helsinki Roosters        | 9  | 1 | 0 | 8 | 153 | 247 | −94  | 2  |

Central Conference
| Nr | Lag                    | S  | V | O | F | GP  | IP  | PS  | P  |
| -- | ---------------------- | -- | - | - | - | --- | --- | --- | -- |
| 1  | Munich Thunder         | 9  | 7 | 0 | 2 | 253 | 210 | +43 | 14 |
| 2  | Amsterdam Crusaders    | 10 | 6 | 0 | 4 | 295 | 276 | +19 | 12 |
| 3  | Great Britain Spartans | 9  | 4 | 0 | 5 | 240 | 262 | −22 | 8  |
| 4  | Frankfurt Gamblers     | 9  | 2 | 0 | 7 | 197 | 274 | −77 | 4  |

- Matcherna mellan Helsinki Roosters – Frankfurt Gamblers och Munich Thunder – Great Britain Spartans spelades aldrig.

|           | Ort       | Hemmalag                 | Bortalag            | Resultat | Åskådare |
| --------- | --------- | ------------------------ | ------------------- | -------- | -------- |
| Semifinal | Hamburg   | Hamburg Blue Devils      | Munich Thunder      | 29-26    | 7 300    |
| Semifinal | Stockholm | Stockholm Nordic Vikings | Amsterdam Crusaders | 34-21    | 5 500    |
| Final     | Hamburg   | Stockholm Nordic Vikings | Hamburg Blue Devils | 43-35    | 18 000   |

### Säsongen 1995
Inför säsongen förlorade ligan sitt flaggskepp Hamburg Blue Devils, då de valde att gå in i den tyska ligan. Tre andra lag valde också att hoppa av ligan som bytt namn till American Football League of Europe.
Ligan bestod av en konferens med fem lag. 

Finalen spelades på Stockholms stadion i Stockholm.
| Nr | Lag                      | S | V | O | F | GP | IP | PS | P  |
| -- | ------------------------ | - | - | - | - | -- | -- | -- | -- |
| 1  | Bergamo Lions            | 8 | 7 | 0 | 1 | 0  | 0  | 0  | 14 |
| 2  | Amsterdam Crusaders      | 8 | 5 | 0 | 3 | 0  | 0  | 0  | 10 |
| 3  | Frankfurt Knights        | 8 | 4 | 0 | 4 | 0  | 0  | 0  | 8  |
| 4  | Stockholm Nordic Vikings | 8 | 4 | 0 | 4 | 0  | 0  | 0  | 8  |
| 5  | Great Britain Spartans   | 8 | 0 | 0 | 8 | 0  | 0  | 0  | 0  |

|           | Ort       | Hemmalag                 | Bortalag                 | Resultat | Åskådare |
| --------- | --------- | ------------------------ | ------------------------ | -------- | -------- |
| Semifinal | Bergamo   | Bergamo Lions            | Frankfurt Knights        | 38-19    | ?        |
| Semifinal | Amsterdam | Amsterdam Crusaders      | Stockholm Nordic Vikings | 0-2 wo   | -        |
| Final     | Stockholm | Stockholm Nordic Vikings | Bergamo Lions Vikings    | 14-0     | 2000     |

## Slutet
Säsongen 1996 ställdes in p.g.a. måttligt intresse från åskådare och oegentligheter när tre lag hoppade av ligan innan säsongen 1995 startade.
Tidigt på året 1996 tillsattes Gary Timm som ny kommissionär för ligan och meddelade bl.a. ett nytt koncept och nystart för ligan 1997. Men sedan dess har inget hörts från FLE.